# Schoolcraft megye
Schoolcraft megye az Amerikai Egyesült Államokban, azon belül Michigan államban található. Megyeszékhelye és legnagyobb városa Manistique. Lakosainak száma 8047 fő (2020. április 1.). Schoolcraft megye Luce, Mackinac, Delta, Alger, Leelanau és Charlevoix megyékkel határos.

## Népesség
A megye népességének változása:
| Lakosok száma | 8478 | 8479 | 8344 | 8247 | 8173 | 8047 |
|               | 2010 | 2011 | 2012 | 2013 | 2015 | 2020 |